# Селце-над-Бланцо
Селце-над-Бланцо (словен. Selce nad Blanco) — поселення в общині Севниця, Споднєпосавський регіон, Словенія. Висота над рівнем моря: 259 м.